# Nieuwe Wereld

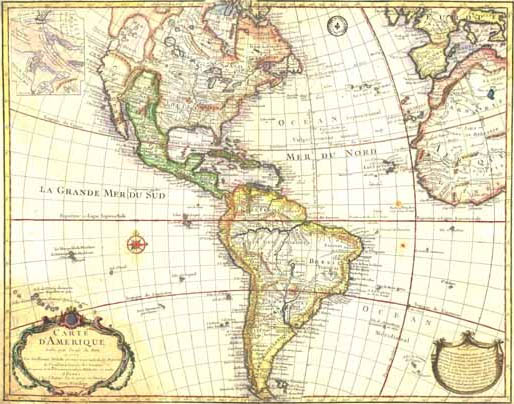
De Nieuwe Wereld in de 18e eeuw

De Nieuwe Wereld is een eurocentrische benaming voor het deel van de wereld dat vanaf 1492 door expedities in opdracht van Spaanse, Portugese, Nederlandse en Engelse heersers werd ontdekt maar al eeuwenlang door andere volkeren werd bewoond. De woorden Mundus Novus werden door ontdekkingsreiziger Amerigo Vespucci in brieven gebruikt om aan te duiden dat zijn voorganger Christoffel Columbus, in tegenstelling tot wat die zelf dacht, niet Azië had bereikt via de westelijke route, maar een geheel nieuw deel van de wereld.

## Classificatie
Met Nieuwe Wereld worden over het algemeen Noord- en Zuid-Amerika aangeduid. De Oude Wereld omvat Europa, Afrika en Azië.
Hoewel ook Australië en Antarctica na 1492 door Europeanen zijn ontdekt, worden ze niet tot de Nieuwe Wereld gerekend. Ze kunnen echter ook niet worden ingedeeld in de Oude Wereld. Hun indeling is dan ook vaak een struikelblok in de geografie van de wereld. De term Terra Australis ('het zuidelijke land') werd gebruikt in een kaart vervaardigd in de tweede eeuw, en als officiële naam sinds 1824.
Verder worden de eilanden die na 1492 zijn ontdekt, ook lang niet altijd tot de Nieuwe Wereld gerekend.

## Biologie
Het begrip wordt binnen de biologie gebruikt voor groepen dieren die zich op de Amerikaanse continenten geïsoleerd hebben kunnen ontwikkelen. Hierdoor zijn er gedifferentieerde dierenordes of dierenfamilies ontstaan met als achtervoegsel 'van de Nieuwe Wereld', zoals apen van de Nieuwe Wereld, muizen en ratten van de Nieuwe Wereld en gieren van de Nieuwe Wereld.

## Cultuur en politiek
Om verschillen in cultuur en politiek aan te duiden, worden de begrippen Oude en Nieuwe Wereld nog steeds gebruikt.
Antonín Dvořák componeerde tijdens zijn verblijf in Amerika de symfonie Uit de Nieuwe Wereld (1893).

## Wijn
In de wijnwereld wordt een ander onderscheid gemaakt tussen de Nieuwe en de Oude Wereld: Europese wijnen zijn oudewereldwijnen en wijnen uit de rest van de wereld, zoals Zuid-Amerika, Australië, Californië, Zuid-Afrika en zelfs Libanon, zijn nieuwewereldwijnen.